# Хелмс, Вильгельм
Вильгельм Хелмс (нем. Wilhelm Helms; 19 декабря 1923 года, Твистринген, Нижняя Саксония, Германия — 8 декабря 2019, Фехта, Нижняя Саксония, Германия) — немецкий политик, член Бундестага (1969—1972), депутат Европейского парламента (1979—1984).

## Биография
Вильгельм родился 19 декабря 1923 года в районе Биссенхаузен в городе Твистринген. Его отец, Генрих Хелмс умер в 1941 году, а его брат был убит во время Второй мировой войны. После школы в 1942 году его призвали в вермахт. Он служил в танковой бригаде на русском фронте до 1945 года. После войны он работал на ферме своей семьи.
В 1956 году он начал политическую карьеру в своем родном городе, когда стал членом городского совета. В 1961 году Хелмс становится мэром Твистрингена. В 1963 году он присоединился к Свободной демократической партии Германии. С 1964 по 1968 год он возглавлял округ Графство Хойа (Нижняя Саксония, Германия). В 1969 году он участвовал в федеральных выборах и был избран в Бундестаг. Свободная демократическая партия вошла в коалицию с Социал-демократической партией Германии под руководством Вилли Брандта, став правящей коалицией.
Вскоре после выборов в Баден-Вюртемберге 1972 года, на которых ХДС одержал внушительную победу, Хелмс объявил о выходе из Свободной демократической партии и подал заявку на вступление в Христианско-демократический союз Германии. Смена партии Вильгельмом могла поменять расстановку сил в Бундестаге. Оппозиция выдвинула вотум доверия правительству Вилли Бранта, чтобы поменять его на председателя ХДС Райнера Барцеля.
В ходе голосования о недоверии правительству оппозиция проиграла. На федеральных выборах 1972 года Хелмс не был переизбран в Бундестаг.
С 1979 по 1984 год Вильгельм Хелмс был депутатом Европейского парламента от ХДС. Он работал в делегации по связям с Канадой, в Комитете сельского хозяйства и в Комитете транспорта.
За продолжительную деятельность на благо своего родного города он получил орден «За заслуги перед Федеративной Республикой Германия».
8 декабря 2019 года Вильгельм Хелмс умер в городе Фехте (Германия).

## Примечание
1. ↑  Stammdaten aller Abgeordneten des Deutschen Bundestages
2. 1 2  Man in the News. The New York Times. 29 апреля 1972. Архивировано 20 декабря 2019. Дата обращения: 5 февраля 2020.
3. ↑  Times, David: Binder Special to The New York (24 апреля 1972). West German State Vote Imperils Bonn Coalition. The New York Times. Архивировано 20 декабря 2019. Дата обращения: 5 февраля 2020.
4. ↑  1st parliamentary term | Wilhelm HELMS | MEPs | European Parliament (англ.). www.europarl.europa.eu. Дата обращения: 5 февраля 2020. Архивировано 30 декабря 2019 года.
5. ↑  Ehemaliger Landrat und Bundestagsabgeordneter Wilhelm Helms gestorben (нем.). https://www.kreiszeitung.de+(11 декабря 2019). Дата обращения: 5 февраля 2020. Архивировано 29 июля 2020 года.